# 河流源頭

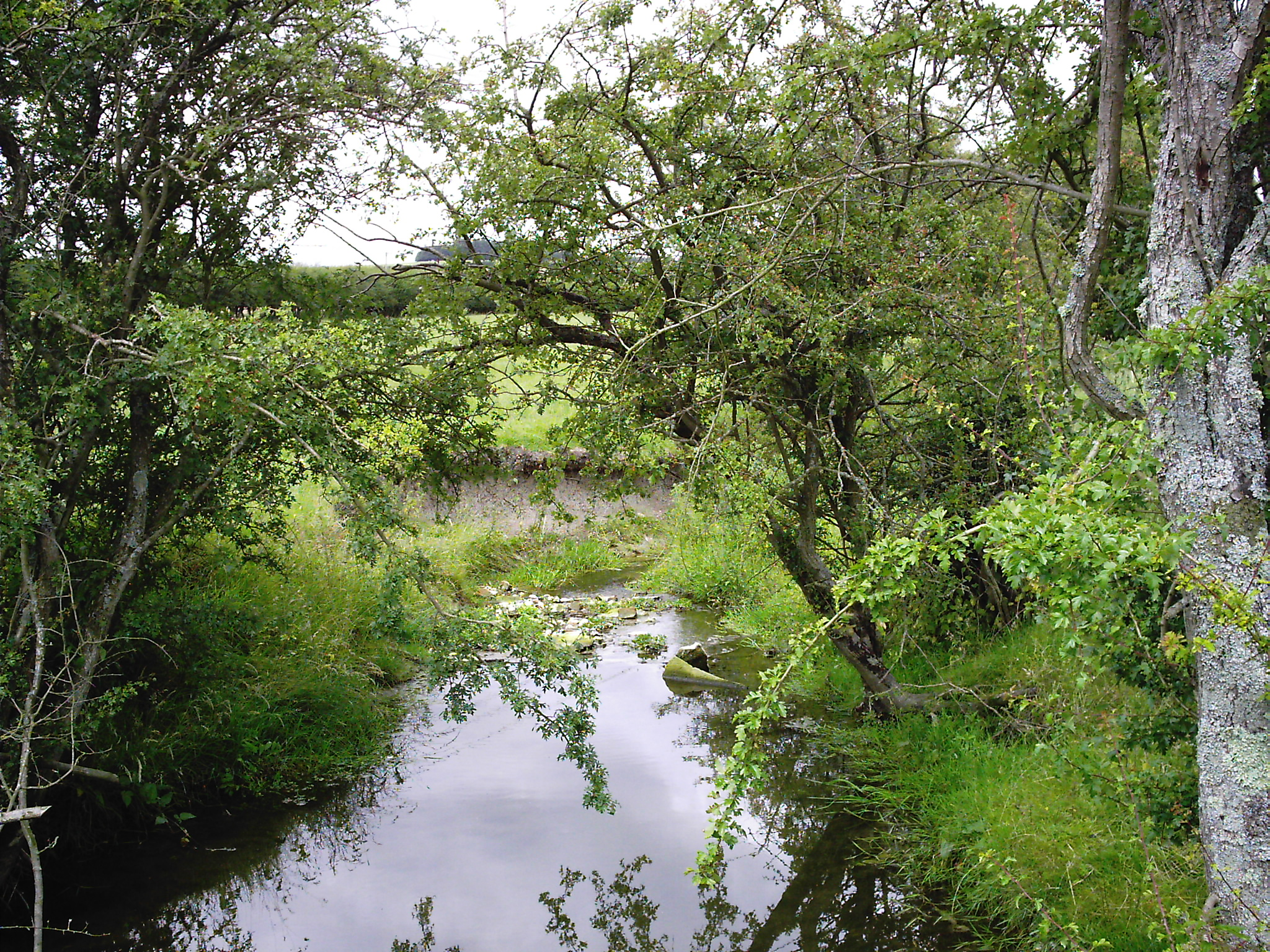
英格蘭法靈頓附近的韋河源頭

河流源頭是指一條河流或溪流的地理起始點，即地表徑流開始匯聚成流動水道的區域。若某條河流匯集了一條或多條支流，則該河流會擁有多個源頭，這些源頭就是其所有支流的起始點。每個源頭都是河流的水源之一，因為雨水、融雪或泉水的地表徑流會在此處開始積聚，形成持續穩定的水流，最終成為該河流的一級支流。在眾多支流中，從源頭到河口（即注入主幹河流的位置）擁有最長河道的那條支流，就是該河流的主幹。

## 定義

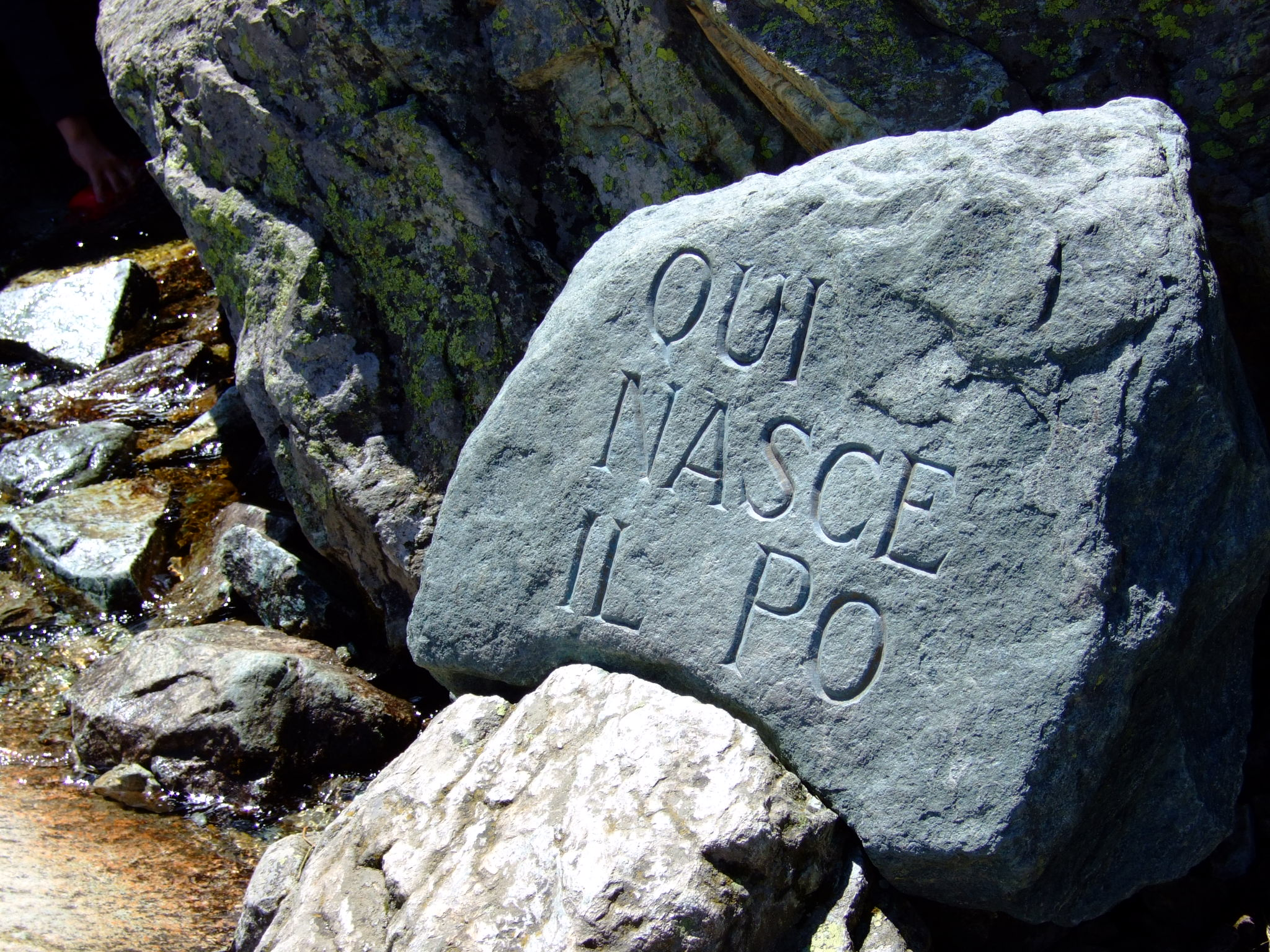
意大利克里索洛附近的一塊石頭上刻有「波河發源於此」的字樣。

美國地質調查局（USGS）指出，河流的「長度可以從河口量度至最遠的源頭（不論支流名稱），或從河口量度至通常被視為源頭的主流起點」。舉例來說，USGS有時會將密蘇里河視為密西西比河的支流，但在列出全球河流長度時，USGS與其他地理權威機構一樣，會採用密蘇里河與密西西比河下游的總長度作為標準。 大多數河流擁有眾多支流且名稱多變，因此慣例上會將最長的支流或主流視為源頭，而不論當地地圖或習慣用法如何稱呼該水道。
最常見的河流源頭定義，是指流域內距離河口最遠、且全年（或間歇性）有水流動的起點。 後一種定義涵蓋了季節性乾涸的河道，並排除了因降水或地下水變化而導致源頭位置每月變動的可能性。這種由史密森尼學會地理學家安德魯·約翰斯頓提出的定義，也被國家地理學會用於確定如亞馬遜河或尼羅河等河流的源頭。蒙大拿州的定義也認同這一點，指出河流源頭絕不是匯流處，而是「距離河流終點最遠的水流起點」。
根據這一定義，湖泊（除非沒有注入水流）或支流匯合處都不能算是真正的河流源頭，儘管它們通常是河流正式命名的起點。例如，國家地理和其他地理權威機構將尼羅河的源頭定為流入維多利亞湖的最大支流卡蓋拉河的源頭，而非維多利亞湖的出水口（後者會使尼羅河長度縮短超過900公里，跌至世界第四或第五長河）。同樣，亞馬遜河的源頭也是以此方式確定，儘管該河流沿途多次更名。 然而，英國泰晤士河的源頭傳統上被認定為名為「泰晤士」的河段起點，而非其更長的支流徹恩河——儘管這一點存在爭議。
在不涉及河流長度排名時，可能會採用其他定義。例如，部分USGS及州政府機構沿用路易斯與克拉克的命名慣例，將密蘇里河的源頭定為麥迪遜河與傑佛遜河的匯合處，而非其最長支流（傑佛遜河）的源頭。 這與最常見的定義相矛盾——美國陸軍工兵團官員在USGS網站上指出：「地理學家通常以最長支流作為河流源頭的判定標準。」若按此標準，密蘇里河的源頭應遠在路易斯與克拉克認定的匯合處上游，即「沿傑佛遜河追溯至比弗黑德河，再至紅石河，最終至地獄咆哮溪」。

## 特徵

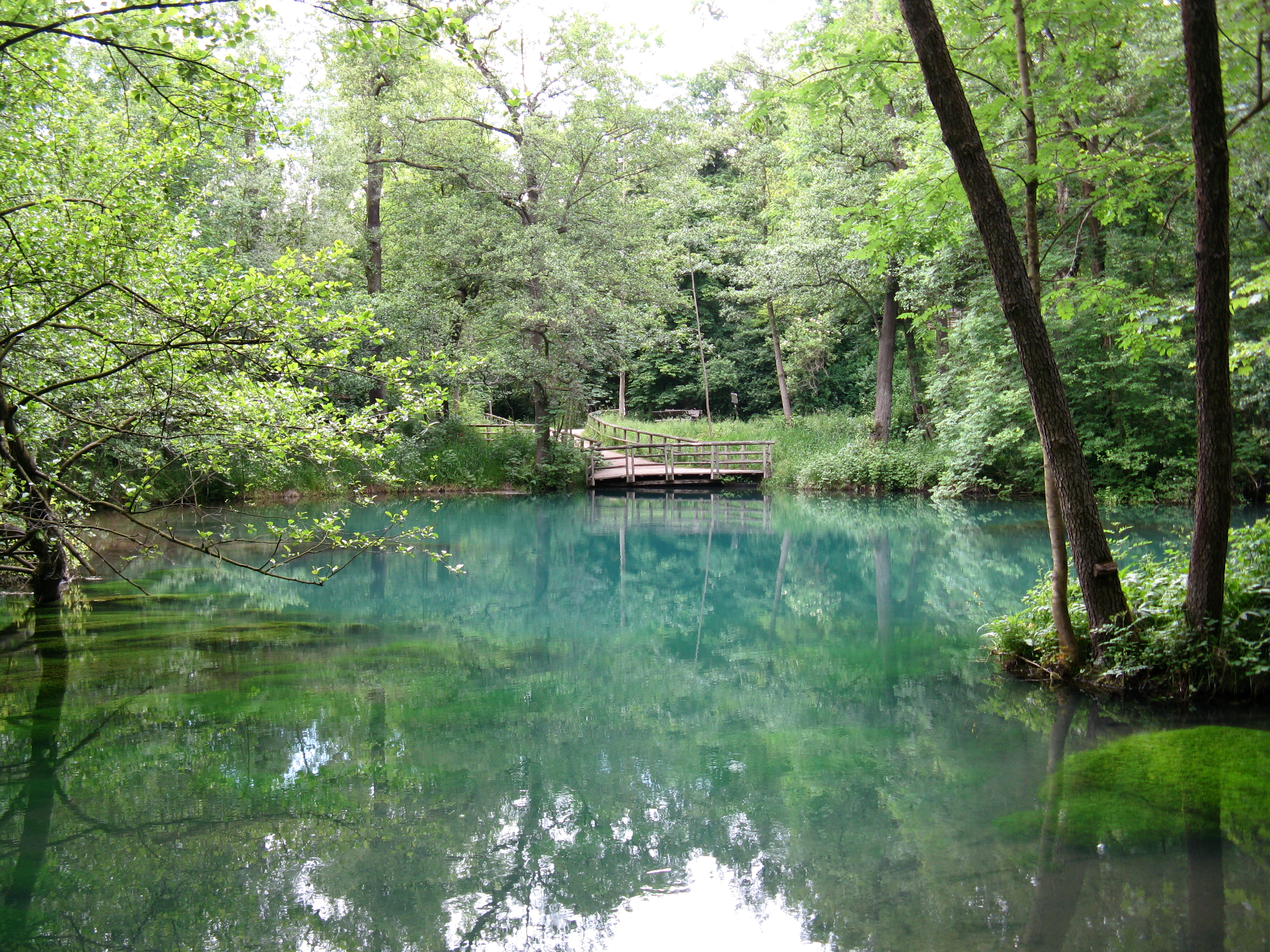
魯默泉是魯默河的源頭。

最偏遠支流的源頭有時位於沼澤區，此時沼澤的最上游或最偏遠處即為真正的源頭。例如，提斯河的源頭就是一片沼澤地。
最遠的支流也常被稱為「上游溪流」。源頭區域通常是水溫較低的小溪流，因為有樹蔭遮擋或剛融化的冰雪。它們也可能是冰川源頭，即由冰川融水形成。
源頭區域是流域的上游地帶，與流域的出水口相對。河流源頭通常（但非絕對）位於流域邊界或分水嶺附近。例如，科羅拉多河的源頭就在分隔大西洋與太平洋流域的大陸分水嶺上。

### 示例
河流被視為線性地貌，只有一個河口和一個源頭。以密西西比河與密蘇里河為例，其官方定義如下：
- . United States Geological Survey.   [2025-04-14]. （原始内容存档于2007-03-21）.
- 美國地質調查局地名資訊系統：Mississippi River, 長度: 2,340英里（3,770）, 源頭: 47°14′22″N 95°12′29″W / 47.23944°N 95.20806°W
- 美國地質調查局地名資訊系統：Missouri River, 長度: 2,540英里（4,090）, 源頭: 45°55′39″N 111°30′29″W / 45.92750°N 111.50806°W

## 相關用法
動詞「發源」可用於描述河流源頭的大致區域，常搭配地點狀語使用。例如：
- 泰晤士河發源於格洛斯特郡。
- 白尼羅河發源於中非的大湖區。

「源頭」一詞用於湖泊時，指的是湖泊的注入水流。

### 書目
- DeBarry, Paul A. (2004). 《流域：過程、評估與管理》（Watersheds: Processes, Assessment and Management）. John Wiley & Sons.